# Croisilles (Eure-et-Loir)
Croisilles település Franciaországban, Eure-et-Loir megyében. Lakosainak száma 423 fő (2022. január 1.). Croisilles Villemeux-sur-Eure és Bréchamps községekkel határos.

## Népesség
A település népességének változása:
| Lakosok száma | 144  | 243  | 271  | 441  | 472  | 458  | 437  | 427  | 426  | 423  |
|               | 1968 | 1982 | 1990 | 2006 | 2013 | 2015 | 2017 | 2019 | 2020 | 2022 |